# 乔治·福克斯
乔治·福克斯（George Fox，1624年7月—1691年1月13日）是一位出身英格蘭的宗教異議人士，也是貴格會的創始人。身為一位萊斯特郡織布工的兒子，他生活在社會動盪和戰爭時期。他透過提出一種不同尋常的、不妥協的基督教信仰方法來反抗宗教和政治權威。他作為持不同政見的傳教士周遊英国各地，進行了數百次信仰治療，並經常受到不贊成的當局的迫害。 1669 年，他與富有的支持者托馬斯·菲爾（Thomas Fell）的遺孀瑪格麗特·菲爾（Margaret Fell）結婚。她是一個主要的朋友。他的事工擴大了，他參觀了北美和低地國家。他因信仰多次被捕入獄。他在倫敦工作的最後十年組織了不斷擴大的貴格會運動。儘管一些聖公會和清教徒不屑一顧，但貴格會皈依者威廉·佩恩和護國公奧立佛·克倫威爾對他表示尊重。

## 早年
1624年7月，乔治·福克斯出生在英格兰莱斯特西南24公里的「Drayton-in-the-Clay」（今Fenny Drayton），父亲克里斯多佛·福克斯是一名织布工，被邻居称为“正义的克里斯特”；母亲玛丽·莱格具有“殉道士的血统”(乔治·福克斯本人说)。童年时代，乔治·福克斯就形成严肃、虔诚的性格。他接受的是圣公会教育，因为父母都是圣公会信徒。但是这个教区清教徒的势力很强，主要是长老会。他没有接受正式的学校教育，但是学会了读和写。他在幼年时就对圣经着迷，频繁阅读。他说，“在我11岁时，我瞭解了純潔與正義，

## 第一次的旅行
福克斯於1643年9月帶著痛苦與混亂的心情離開 Drayton-in-the-Clay，前往倫敦。當他在Barnet時，對於這著靠近倫敦的小鎮所潛在的誘惑感到失望而流淚，福克斯於是每隔幾天不斷地閉門苦思，或是自己獨自到鄉間走走。他不斷苦思著有關「耶穌在沙漠裡所受到的誘惑」，已對照自己的屬靈狀況。但此時在他心裡劃出一種信念是：上帝將會支持他並保守他，偶爾，他的行為會吸引各種宗教學者的注意，但是他都拒絕他們。因為他們並沒有活出自己所教導的教義，福克斯積極地去尋找神職人員，但“從他們身上並沒有獲得一絲慰藉”，當他們似乎並沒有辦法幫助他解決他所困擾的問題，他在Worcestershire遇到一位傳教士，並建議他去吸煙(福克斯所厭惡的)與唱聖歌；在另一次，他在考文垂的自己家花園滑倒，這件事是第一次對他的問題的解決有幫助。又有一次，他被建議「放血」有助於治療他的“心靈疾病”。

## 獨特信仰之形成
幾年後，喬治．福克斯在不斷地旅行時，他獨特的宗教信仰逐漸成形。在禱告與默想中，他愈能強烈地感知到他信仰的本質，與他所需要的是什麼東西。這種過程他稱作“開明”（Opening），因為他完整地經驗並察覺到上帝的啟示立刻在這個期間內降下，他也愈能確信自己能了解真正標準的基督教信仰對上帝創造宇宙與拯救的事工的論述上，背後深層的意義。以下是他所想到的：
- 基督徒在的實踐上雖有所不同，但都因著他們的信念而被認為是被拯救的，因此儀式肯定可以被忽略的，只要是一個人能經歷真正靈性的轉變。事實上，福克斯認為真正的基督徒是加入公谊会（Society of Friends）的，並且他不接受其他宗教團體所帶來拯救。
- 牧會的資格是由聖靈所給予的，並不是由教士的學識所決定。這暗示著每個人都有資格成為教士，只要是他或（她）受到聖靈的領導，包括女人也有資格。
- 上帝的靈降臨在所有順從祂的子民中：宗教的體驗不能被教會的建築物侷限。事實上，福克斯反對用“教會”這個名詞給建築物命名，而“尖塔屋”這個名詞常被今日許多貴格派（Quakers）成員所使用來命名。當他相信神遍在於每個角落時，福克斯於是馬上就在戶外與果樹林裡作禮拜。
- 雖然教會歷史絕不只是有魅力的而已，而打開聖靈就能包涵這種魅力。在萬事萬物中，福克斯常用「驅邪」和「神療」，或是以一種“知識的聖言”（聖經歌林多前書第12章第8節至第10節）來紀錄。福克斯也認為，自己和其他人都可成為「傳達上帝旨意的人」，在他的日記中甚至寫到，有關一個人被聖靈所臨在而狂喜之紀錄。

## 公谊會逐漸成型
1648年，福克斯開始他的傳道政策：他將到市集、野外、或任意指定地點來聚集各重各樣的人來傳道。或有時等教士結束工作後在“尖塔屋”裡傳道。他的講道是有力量的，並讓許多人相信他所分享自己有關於「真正宗教信仰的靈性」之主題。
公谊會的禮拜形式，是以一種「沉默等待」的方式進行。似乎在這期間內，他們可以有良好的預備。雖然沒有人和紀錄說明禮拜儀式為何變為如此，這裡可以清楚地指出朋友會的組成是什麼：雖然在1653年他們每月在Durham 縣聚集，但那裡也有其他特定團體在此處旅行。而“光明之子”這個詞在這段時期被拿來使用，也簡稱“朋友”。然而，起初福克斯似乎沒有打算要建立一個宗派，只有單單地聲稱他看見純粹且本然的基督教原理。雖然往後他展現強大的英勇，猶如一位宗教的立法者，並且有組織地建立新的社團。
福克斯的講道是根據<<聖經>>的經典而講的，但講道有效果的主要原因是他個人的強烈的經歷，是他能闡述的經歷。他抨擊當今社會之不道德，尤其對詐欺的現象及政府與教會對稅收的榨取，並力勸他的聽眾能領導無罪的生活－雖然他盡量避免與Ranter派（英國激烈的宗派，認為神遍在每個被造物中，並否認教會的權威）或稱Antinomianism（廢棄道德律論；唯信仰論）的觀點混用，其派主張任何行為都可自動轉變為無罪的。
在此時，有極多敵對教派持有不同反對意見；這種充滿詭辯與混亂的氛圍，給予福克斯透過講道來提出自己的信仰。至1651年，他聚集了很多其他教會具有天賦的講道者，並持續地漫遊整個國家，尋找新的皈依者。儘管他們聽眾中，有些有惡劣的反應，但他們仍持續地這樣做，而這聽眾會鞭笞或擊打他們甚至把他們驅逐出境。

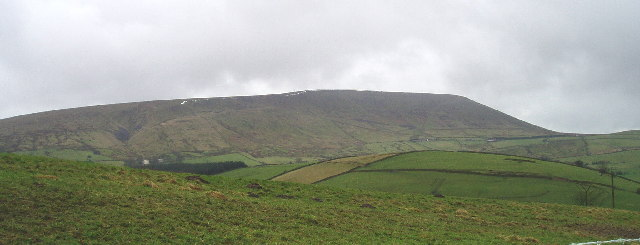
彭德尔山

社會正義之利益發展非常緩慢，這種現象被福克斯等人所關注，並且批評這種現象而判斷此現象發生原因為道德上的錯誤－舉例來說，他在信中寫到關於一位女人因一位小偷而被處死的案子。對英國民眾來說，被強權者壓迫這件事是攸關利害關係的議題，而伴隨著查理一世（於1649年處死）之暴政，就是英國內戰之混亂。於是這個事件開啟英國共和時。而喬治、福克斯等人，不可避免地就與公民權的利益發生了衝突。
1652年，福克斯覺得神要帶領他走向彭德尔山（Pendle Hill，高557公尺）。在那裡他去看 Westmorland 的風景，並看到成千上萬的靈魂走向基督。在Westmorland 上，他從那裡走向Sedberg，並在此地聽到一群尋求者（Seekers）在聚集的聲音。他在Firbank Fell（高310公尺）附近講道，並且深信Francis Howgill（1618-1668 早期貴格會會員）還有其他人，將會接受他有關「基督可以直接地向人們對話」的教導。

## 囚禁
英格兰联邦時期，1650年，福克斯因褻瀆上帝之罪於Derby入獄服刑；而一個法官嘲笑福克斯對“對上帝的話顫抖吧”這句告誡的話，並說他和他的跟隨者是“Quaker”（戰慄者）－現在成為朋友會（Religious Society of Friends）的俗名。他遭受到嚴酷對待，是因為他拒絕抵抗復辟王朝（或是說以各種理由說他私藏武器）。又在1653年，他在Carlisle 被進一步治罪，甚至想至他於死地，但國會方面則請求將他釋放，而不希望“一位年輕人…為宗教而死”。
迫害的開始促使福克斯在面對暴力與詛咒時，發展自己的立場。在他先前的教導所暗示的，是在他日趨重要的公開聲明當裡，說明著他拒絕發誓（對pledge alleg- iances－忠誠宣言）或對敵人使用武器：他決定和他的跟隨者絕不在壓力下讓步。在1652年的信中（因著戰爭的緣故而陳立），他力勸朋友會們不要使用“世俗的武器”，而要用“屬靈的武器”，並說著“讓這個風浪（國家的權力），從你們的手中掙脫吧”。
1654年，他再被進一步地監禁於倫敦。1656年監禁於 Launceston，在1660年與1663年監禁於Lancaster，在1666年監禁於Scarborough，並於1674年監禁於Worcester。而福克斯被逮捕的原因通常不超出他造成“擾亂”的理由，其他時候他和他的朋友們也愈來愈常被一些奇怪的觸法行為而逮捕。而貴格会的成員們常覺得邪惡的法律禁止他們未被授權的禮拜，雖然這些法令被不定期地實施。在平等的社會裡，行動是被信念所激發－不能使用資格限制，並在法院裡，脫下身份的帽子－但當時認為這種行為被視為是不尊重的。拒絕去接受誓言（pledge allegiances）意味著貴格会可能在法律強迫下屈服於<忠誠誓言>（對君主或國家所要對其效忠的公民義務的宣言）而被起訴，並要在法官所提出來的疑難面前一一作證實。
儘管在監禁中，喬治。福克斯依舊持續不斷地寫作與講道。他覺得監禁的好處是，他可以接近這些需要幫助的人－而這些獄卒也和跟隨他的犯人一樣需要被幫助。他也尋求藉由靠自己的行動去樹立典範，並轉向那些被擊打，並拒絕讓俘虜他的人使他生氣，沮喪的人傳道。

## 面對奥利弗·克伦威尔
大英國協方面，開始懷疑君主主義者的陰謀，並且害怕他們會與喬治。福克斯他們一起遊行，而目的是為了推翻政府。在那時候，福克斯的聚集仍吸引著成千上萬的人。1653年福克斯被逮捕，並帶去倫敦與護國主奥利弗·克伦威尔（1599-1658）會面。而福克斯聲稱他沒有攜帶武器之意圖後，而更有立場向克伦威尔說明傳統許多宗派與朋友會之間的不同，並建議要聽從神的話語，遵守祂的旨意。
福克斯離開時，紀錄了克伦威尔的一段話：“他含淚地向福克斯說：‘下次來到我家時，你和我願能一起會面兩小時，我們要比任何人更靠近’；此外他也祝福福克斯對自己所作的，不要傷及自己的靈魂”，而福克斯也再度獲得自由權。（這是之後被後人所回億起來“向當權說真理”的事件，這種傳講的技術被後來的貴格派拿來作試圖影響當權的工具。雖然到了20世紀，這種說法以不被沿用，但這些話的要點仍闡明著福克斯所實踐的，但這些話的觀點卻在往後英國發生慘無人道，不公義及壓迫的戰爭下，被大大地激發出來。）
福克斯與克伦威尔再度於1656年會面，在這幾天向克伦威尔請願，目的是為了要他緩和對貴格派的迫害。在福克斯的個人標準來看，這個會議碎是成功的；儘管暫會議之間有一些意見不同之處，但他們最後有達成共識。福克斯甚至感覺所邀請到奥利弗·克伦威尔是“在耶穌裡放下他的王冠”。然而，克伦威尔後來卻拒絕這樣做。
第三次會面，是在1658年於 Hampton 王庭。雖然他們並沒有說的很長，因為這位新教徒生病了，福克斯甚至寫下“他像個死人”。

## 受難與成長
這些年的迫害—尤其是在1657年時一千名朋友會們遭囚禁-這使福克斯對傳統宗教與社會規範的看法又更加強硬。在他的講道中，強調貴格会是拒絕在水中受洗的，這也是為什麼朋友會的成員們比較專注在內的信仰轉變上，而不是人們所看到的在外的儀式裡的崇拜行為。
但這也深深地刺激到那些對傳統儀規的擁護者，不過也給予福克斯藉由《聖經》等經典去與他們這些人爭論的機會。這種模式也可在他在法庭裡的行為中顯露來：當有位法官挑戰他，要他脫下帽子，福克斯立刻回答說，這種命令是在《聖經》裡的哪裡。
朋友會（Religious Society of Friends）的成員們在這十年間會員人數大大地增加。可以興辦大型聚會，包括在Bedfordshiren 所辦的三天集會，這是現在英國年度大會（Britain Yearly Meeting－朋友會在英國所辦的年度大會）系統的先驅。而福克斯也委託兩名朋友會成員去整個英國收集在監禁中受難的貴格会成員之見證告白詞，作為他們受到迫害的證據。這使他們得以在1675年成立受難者會議（Meeting of Suffering－英國年度會議的行政部門），這個組織在今日仍存在。
實際上，所有的觀察家都同意1650年代朋友會的作為，當時朋友會是最具對抗性的，並且在他們那個時期是最具創造性的。而在這十年間幾乎達到了福克斯非常樂觀地認為的，這運動將達到登峰造極之境界－如同他所說的：“在英格蘭的教會”。
1659年，他寫給國會一份他言詞最激烈的政治宣言書，名為<59項必須要在宗教事務上釋放之細目>，但這年國家實在是太混亂了，以致沒有人去思考這些條文。直到21世紀，這個文件一直就沒有被複印出來。 

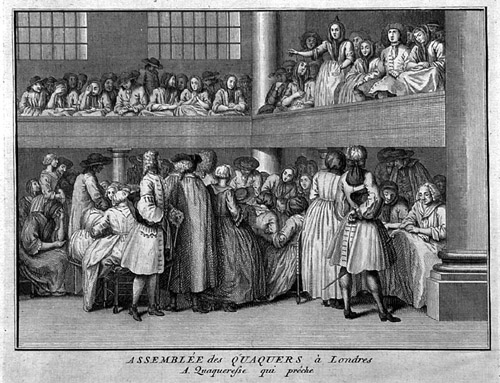
A female Quaker preaches at a meeting in London